# Кім Чхан Хі (важкоатлет)
Кім Чхан Хі (14 лютого 1921 — 18 січня 1990) — південнокорейський важкоатлет.
Бронзовий призер Олімпійських Ігор 1956 року в легкій вазі, учасник 1948, 1952 років.
Переможець Азійських ігор 1954 року в середній вазі.